# 博拉廷 (里夫內州)
50°17′16″N 25°20′8″E / 50.28778°N 25.33556°E
博拉廷（烏克蘭語：Боратин），是烏克蘭西部的村落，隸屬羅夫諾州杜布諾區克魯佩茨市鎮，距離貝雷斯泰奇科約21公里，距離拉迪維利夫約22公里，距離布羅德約33公里，距離杜布諾約44公里，始建於1561年，面積1.35平方公里，海拔高度208米，2001年人口464，人口密度每平方公里344人。